# Grimstafältet

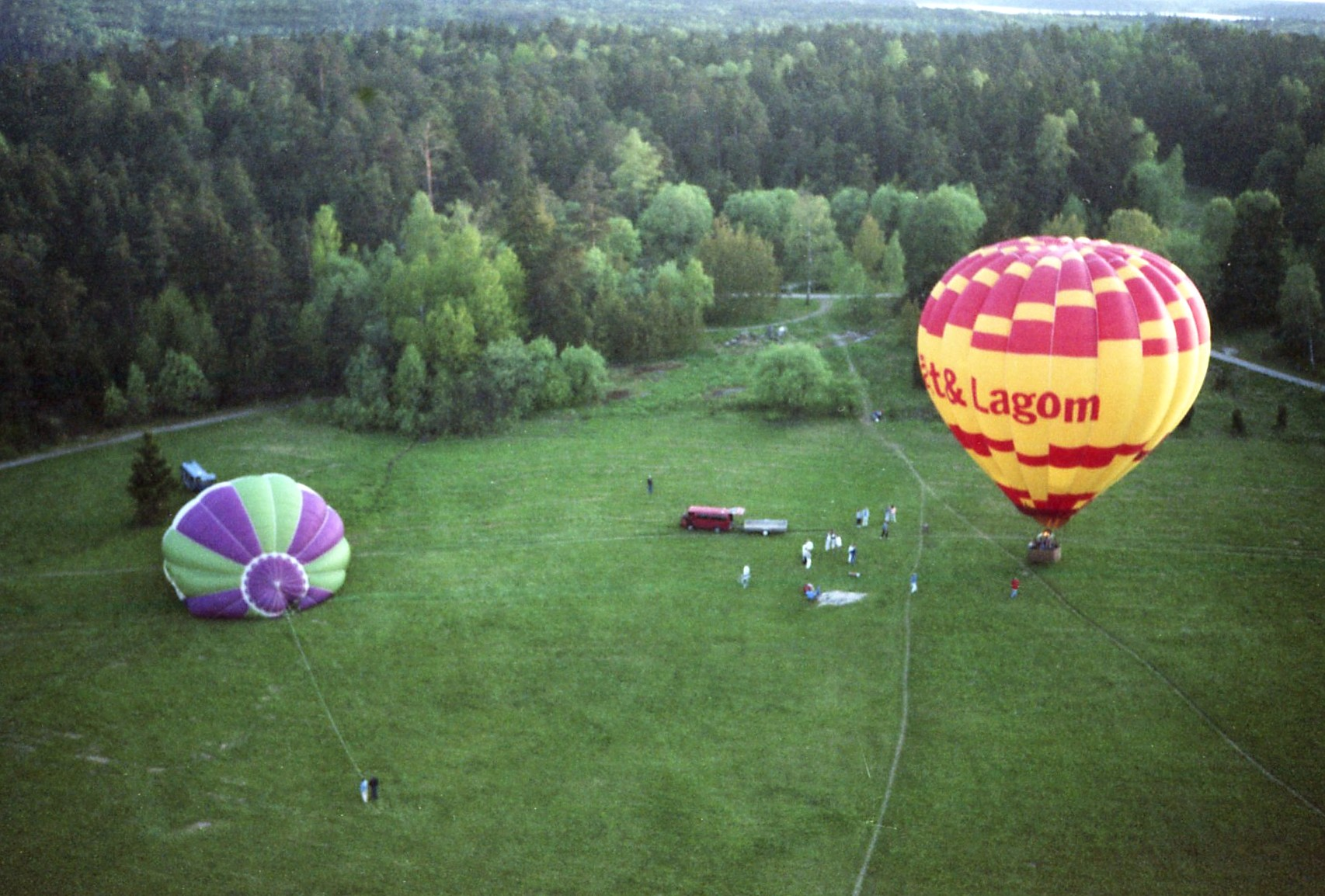
Ballonguppstigning från Grimstafältet 1988.

Grimstafältet, officiellt även Grimsta Gärde, är ett frisksportfält i Grimsta beläget söder om Bergslagsvägen i västra Stockholm.
Grimstafältet består huvudsakligen av en stor äng, som används för rastning av hundar, modellflyg och som startplats för varmluftsballonger. Fältet tillhör Grimsta naturreservat omges av Grimstaskogen. Cirka 500 meter norr om Grimstafältet ligger Grimsta IP med fotbollsplaner, ishall och ridhus. Cirka 500 meter sydväst om fältet ligger Kanaanbadet. Under kalla kriget fanns beredskapsplaner att Grimstafältet (norr om Mälaren) tillsammans med Skrubba (söder om Mälaren) skulle kunna användas som krigsgravfält. I Grimsta planerade man för 22.000 platser.